# Flatt and Scruggs
Flatt and Scruggs waren ein US-amerikanisches Bluegrass-Duo, das von 1948 bis 1969 erfolgreich war.

## Geschichte

### Gründung
Lester Raimond Flatt  (* 19. Juni 1914 im Overton County, Tennessee; † 11. Mai 1979 in Nashville) und Earl Eugene Scruggs (* 6. Januar 1924 bei Shelby, North Carolina; † 28. März 2012 in Nashville, Tennessee) lernten sich in der Band von Bill Monroe kennen und verließen sie 1948 kurz hintereinander, um als Duo mit einer Begleitband namens Foggy Mountain Boys aufzutreten. Sie benannten die Band nach einem populären Stück der Carter Family Foggy Mountain Top. Gründungsmitglieder waren Mac Wiseman, Jim Shumate an der Fiddle und Howard Watts (Künstlername Cedric Rainwater) am Bass. Scruggs spielte den Drei-Finger-Banjo-Stil, mit dem er die Bluegrass-Musik schon vorher entscheidend beeinflusst hatte. Flatt & Scruggs bevorzugten einen härteren Sound als Bill Monroe, das einzig weiche war Flatts Tenor-Stimme. Der Autor Jack Hurst schrieb, dass sie nicht einfach nur Monroes Musik kopierten, sondern erneuerten.

### Aufstieg
Als Jim Shumate 1948 die Band verließ, wurde er zunächst durch Art Wooten ersetzt. Dessen Nachfolger wurde noch im selben Jahr Benny Sims. Im Jahr 1949 nahm die Band – mit Flatt, Scruggs, Sims, Curly Seckler an der Mandoline und Howard Watts – eines ihrer populärsten Stücke auf, den Foggy Mountain Breakdown. Es wurde dadurch bekannt, dass Warren Beatty Scruggs bat, für den Film Bonnie and Clyde eine Titelmusik zu komponieren, und Scruggs sich für dieses Stück entschied. Ende 1950 verließ Sims die Band wieder. Mitte der 1950er-Jahre ersetzten Flatt und Scruggs die Mandoline durch ein von Buck Graves („Uncle Josh“) gespieltes Dobro.
1954 hatten sie eine Fernsehshow, die auf über 40 Programmen ausgestrahlt wurde. „Die ersten Country-Musiker mit einer zu einem Syndikat zusammengeschlossenen Fernsehshow“, sagte Scruggs. Einer der Sponsoren war Martha White, bekannt durch das „Martha White Theme“. Im Januar 1955 wurden sie Mitglieder der Grand Ole Opry, doch es dauerte ein paar Wochen, bis sie dort von den anderen Künstlern respektiert wurden. Mit The Ballad of Jed Clampett gelang es ihnen 1962, einen Nummer-eins-Hit in den Country-Charts zu erreichen, was vorher noch keinem Künstler mit Bluegrass-Musik gelungen war.
Gegen Mitte bis Ende der 1960er Jahre fingen sie an, unter anderem mit Nashville Sound, Schlagzeug und Gospel-Harmoniegesang zu experimentieren; vor allem ältere Bluegrass-Fans waren enttäuscht, auch wenn sich die Freunde der Oldtime-Country-Musik angesprochen fühlten. 1969 trennten sich Flatt & Scruggs aufgrund von künstlerischen Differenzen.

## Diskografie

### Alben
| Jahr | Titel                                             | Höchstplatzierung, Gesamtwochen, AuszeichnungChartplatzierungen (Jahr, Titel, Platzierungen, Wochen, Auszeichnungen, Anmerkungen) | Höchstplatzierung, Gesamtwochen, AuszeichnungChartplatzierungen (Jahr, Titel, Platzierungen, Wochen, Auszeichnungen, Anmerkungen) | Anmerkungen |
| Jahr | Titel                                             | US | Country | Anmerkungen |
| ---- | ------------------------------------------------- | --- | --- | ----------- |
| 1963 | Flatt and Scruggs at Carnegie Hall                | US134 (6 Wo.)US | Country7 (16 Wo.)Country |             |
| 1964 | Recorded Live at Vanderbilt University            | — | Country10 (23 Wo.)Country |             |
| 1964 | The Fabulous Sound of Lester Flatt & Earl Scruggs | — | Country2 (26 Wo.)Country |             |
| 1966 | Town and Country                                  | — | Country15 (7 Wo.)Country |             |
| 1966 | Flatt & Scruggs’ Greatest Hits                    | — | Country34 (2 Wo.)Country |             |
| 1967 | Hear the Whistles Blow                            | — | Country37 (5 Wo.)Country |             |
| 1968 | Changin’ Times                                    | US194 (4 Wo.)US | Country7 (14 Wo.)Country |             |
| 1968 | Original Theme From Bonnie & Clyde                | US161 (4 Wo.)US | Country26 (10 Wo.)Country |             |
| 1968 | The Story of Bonnie & Clyde                       | US187 (5 Wo.)US | Country23 (20 Wo.)Country |             |
| 1968 | Nashville Airplane                                | — | Country35 (6 Wo.)Country |             |
| 1970 | Final Fling                                       | — | Country45 (2 Wo.)Country |             |
| 1970 | Breaking Out                                      | — | Country35 (2 Wo.)Country |             |

grau schraffiert: keine Chartdaten aus diesem Jahr verfügbar
Weitere Alben
- 1957: Foggy Mountain Jamboree
- 1958: Country Music
- 1959: Lester Flatt and Earl Scruggs with the Foggy Mountain Boys
- 1960: Songs of Glory
- 1960: Flatt and Scruggs with the Foggy Mountain Boys
- 1961: Foggy Mountain Banjo
- 1961: Songs of the Famous Carter Family
- 1962: Folk Songs of Our Land
- 1963: Hard Travelin’ (The Ballad of Jed Clampett)
- 1963: The Original Sound of Flatt and Scruggs
- 1963: The Ballad of Jed Clampett
- 1965: The Versatile Flatt & Scruggs
- 1965: Great Original Recording
- 1966: Stars of the Grand Ol’ Opry (mit Jim & Jesse)
- 1966: When the Saints Go Marching In
- 1966: Sacred Songs
- 1967: Strictly Instrumental
- 1968: The original Foggy Mountain Breakdown
- 1968: Songs to Cherish
- 1969: Detroit City
- 1970: 20 All Time Great Recording
- 1970: Foggy Mountain Chimes
- 1973: The World of Flatt & Scruggs
- 1973: A Boy Named Sue
- 1977: The Golden Hits
- 1977: The Golden Years
- 1978: The Golden Era
- 1978: Blue Ridge Cabin Home
- 1981: Historic Edition
- 1982: Don’t Get Above Rising
- 1982: You Can Feel It in Your Soul
- 1982: Country & Western Classic
- 1984: Mercury Sessions 1
- 1984: Mercury Sessions 2
- 1987: The Golden Hits
- 1991: 1948–1959
- 1992: 1959–1963
- 1992: The Complete Mercury Sessions

### EPs
- 1957: Foggy Mountain Jamboree
- 1958: Tis Sweet to Be Remembered / Dim Lights Thick Smoke / Earl’s Breakdown / Flint Hill Special
- 1958: Jimmy Brown The Newsboy / I’ll Go Stepping Too / Randy Lynn Rag / ?
- 1960: Songs of Glory Vol. 1
- 1960: Songs of Glory Vol. 2
- 1960: Songs of Glory Vol. 3
- 1961: I’ll Never Shed Another Tear / Foggy Mountain Breakdown / Pain In My Heart / ?

### Singles
| Jahr | Titel Album                                                                | Höchstplatzierung, Gesamtwochen, AuszeichnungChartplatzierungen (Jahr, Titel, Album, Platzierungen, Wochen, Auszeichnungen, Anmerkungen) | Höchstplatzierung, Gesamtwochen, AuszeichnungChartplatzierungen (Jahr, Titel, Album, Platzierungen, Wochen, Auszeichnungen, Anmerkungen) | Anmerkungen                                                     |
| Jahr | Titel Album                                                                | US | Country | Anmerkungen                                                     |
| ---- | -------------------------------------------------------------------------- | --- | --- | --------------------------------------------------------------- |
| 1959 | Cabin In The Hills                                                         | — | Country9 (30 Wo.)Country | B-Seite: Someone You Have Forgotten Columbia Records            |
| 1960 | Crying My Heart Out Over You                                               | — | Country21 (6 Wo.)Country | B-Seite: Foggy Mountain Rock Columbia Records                   |
| 1961 | Polka On A Banjo                                                           | — | Country12 (14 Wo.)Country | B-Seite: Shucking The Corn Columbia Records                     |
| 1961 | Go Home                                                                    | — | Country10 (16 Wo.)Country | B-Seite: Where Will I Shelter My Sheep Columbia Records         |
| 1962 | Just Ain’t                                                                 | — | Country16 (8 Wo.)Country | B-Seite: Cold Cold Lovin’ Columbia Records                      |
| 1962 | The Legend Of The Johnson Boys Folk Songs of Our Land                      | — | Country27 (1 Wo.)Country | B-Seite: Hear The Whistle Blow A Hundred Miles Columbia Records |
| 1962 | The Ballad Of Jed Clampett Hard Travelin’ (The Ballad of Jed Clampett)     | US44 (11 Wo.)US | Country1 (20 Wo.)Country | B-Seite: Coal Loadin’ Johnny Columbia Records                   |
| 1963 | Pearl Pearl Pearl                                                          | — | Country8 (11 Wo.)Country | B-Seite: Hard Travelin’ Columbia Records                        |
| 1963 | New York Town                                                              | — | Country26 (3 Wo.)Country | Columbia Records                                                |
| 1964 | You Are My Flower Recorded Live at Vanderbilt University                   | — | Country12 (18 Wo.)Country | B-Seite: My Saro Jane Columbia Records                          |
| 1964 | My Saro Jane                                                               | — | Country40 (2 Wo.)Country | B-Seite von You Are My Flower Columbia Records                  |
| 1964 | Petticoat Junction                                                         | — | Country14 (11 Wo.)Country | B-Seite von Have You Seen My Dear Companion Columbia Records    |
| 1964 | Workin’ It Out                                                             | — | Country14 (15 Wo.)Country | B-Seite von Fireball Columbia Records                           |
| 1965 | I Still Miss Someone The Versatile Flatt & Scruggs                         | — | Country43 (10 Wo.)Country | B-Seite: Father’s Table Grace Columbia Records                  |
| 1967 | Nashville Cats                                                             | — | Country54 (5 Wo.)Country | B-Seite: Roust-A-Bout Columbia Records                          |
| 1967 | California Up Tight Band                                                   | — | Country20 (14 Wo.)Country | B-Seite: The Last Train To Clarksville Columbia Records         |
| 1968 | Down In The Flood Changing Times featuring Foggy Mountain Breakdown        | — | Country45 (8 Wo.)Country | B-Seite: Foggy Mountain Breakdown Columbia Records              |
| 1968 | Foggy Mountain Breakdown Changing Times featuring Foggy Mountain Breakdown | US55 (12 Wo.)US | Country58 (6 Wo.)Country | B-Seite: Like A Rolling Stone Columbia Records                  |
| 1968 | Like A Rolling Stone Nashville Airplane                                    | — | Country58 (8 Wo.)Country | B-Seite: I’d Like To Say A Word For Texas Columbia Records      |

Weitere Singles
Bei Mercury Records
- 1949: God Loves His Children / I’m Going To Make Heaven My Home
- 1949: We’ll Meet Again Sweetheart  / My Cabin In Caroline
- 1949: Baby Blue Eyes / Bouquet In Heaven
- 1949: Down The Road / Why Don’t You Tell Me So
- 1950: I’ll Never Shed Another Tear / I’ll Be Going To Heaven Sometime
- 1950: No Mother or Dad / Foggy Mountain Breakdown
- 1950: Is It Too Late Now / So Happy I’ll Be
- 1950: My Little Girl In Tennessee / I’ll Never Love Another
- 1951: Cora Is Gone / That Little Old Country Church House
- 1951: Pain In My Heart / Take Me In A Lifeboat
- 1951: Doin’ My Time / Farewell Blues
- 1951: Rollin’ My Sweet Baby’s Arms / I’ll Just Pretend
- 1952: Pike Country Breakdown / Old Salty Dog Blues
- 1952: Preachin’ Prayin’ Singin’ / Will The Roses Bloom
- 1953: Back to the Cross / God Loves His Children

Bei Columbia Records
- 1951: Come Back Darling / I’m Waiting To Hear You Call Me Darling
- 1951: I’m Head Over Heels In Love / We Can’t Be Darlings Anymore
- 1951: Jimmie Brown The Newsboy / Somehow Tonight
- 1951: Don’t Get Above Your Raising / I’ve Lost You
- 1951: ’tis Sweet To Be Remembered / Earl’s Breakdown
- 1952: Get In Line Brother / Brother I’m Getting Ready To Go
- 1952: Old Home Town / I’ll Stay Around
- 1952: Over The Hills To The Poorhouse / My Darling’s Last Goodbye
- 1952: I’m Gonna Settle Down / I’m Lonesome And Blue
- 1953: Reunion In Heaven / Pray For The Boys
- 1953: Why Did You Wander / Thinking About You
- 1953: If I Should Wander Back Tonight / Dear Old Dixie
- 1953: I’m Working On A Road / He Took Your Place
- 1953: I’ll Go Stepping Too / Foggy Mountain Chimes
- 1954: Mother Prays Loud In Her Sleep / Be Ready For Tomorrow May Never Come
- 1954: I’d Rather Be Alone / Someone Took My Place With You
- 1954: You’re Not A Drop In The Bucket / Foggy Mountain Special
- 1954: Till The End Of The World Rolls Round / Don’t This Road Look Rough And Rocky
- 1955: You Can Feel It In Your Soul / Old Fashioned Preacher
- 1955: Before I Met You / I’m Gonna Sleep With One Eye Open
- 1955: Gone Home / Bubbling In My Soul
- 1956: Randy Lynn Rag / On My Mind
- 1956: Joy Bells / Give Mother My Crown
- 1956: What’s Good For You / No Doubt About It
- 1957: Six White Horses / Shuckin’ The Corn
- 1957: Give Me The Flowers While I’m Living / Is There Room For Me
- 1957: Don’t Let Your Deal Go Downⓘ/? / Let Those Brown Eyes Smile At Me
- 1957: I Won’t Care / I Won’t Be Hangin’ Around
- 1958: Big Black Train / Crying Alone
- 1958: Heaven / Building On Sand
- 1958: I Don’t Care Anymore / Mama’s And Daddy’s Little Girl
- 1959: A Million Years In Glory / Jesus Savior Pilot Me
- 1960: The Great Historical Bum / All I Want Is You
- 1961: I Ain’t Gonna Work Tomorrow / If I Should Wander Back Tonight
- 1961: Jimmie Brown The Newsboy / Mother Prays Loud In My Sleep
- 1964: Little Birdie / Sally Don’t You Grieve
- 1965: Go Home / Ballad Of Jed Clampett
- 1965: Gonna Have Myself A Ball / Rock Salt And Nails
- 1965: Memphis / Foggy Mountain Breakdown
- 1966: Green Acres / I Had A Dream
- 1966: Colours / For Lovin’ Me
- 1966: The Last Thing On My Mind / Mama You Been On My Mind
- 1967: It Was Only The Wind / Why Can’t I Find Myself With You
- 1967: Theme From Bonnie And Clyde (Foggy Mountain Breakdown) / My Cabin In Caroline
- 1968: I’ll Be Your Baby Tonight / Universal Soldier
- 1969: Universal Soldier / Down In The Flood
- 1969: Maggie’s Farm / Tonight Will Be Fine